# Palle Nielsen - træsnit
|  | Denne artikel er oprettet af botten Steenthbot ud fra en ekstern database. Den kan derfor have sproglige fejl eller mangler. Denne skabelon kan fjernes efter kontrol af indholdet. |

Palle Nielsen - træsnit er en dansk portrætfilm fra 1958 instrueret af Kristian Begtorp.

## Handling
Filmen følger grafiker Palle Nielsen (1920-2000) i hans arbejde i tilblivelsen af et træsnit. Desuden præsenteres hans træsnit-cycler "Soldaten og Barnet" og størstedelen af "Orfeus og Eurydike".